# Слонов гамбит
Овај чланак користи алгебарску шаховску нотацију како би се описали шаховски потези.
Слонов гамбит је шаховско отварање које почиње потезима 1. е4 е5 2. Сф3 д5.